# Bathory (álbum)
Bathory es el primer álbum de la banda sueca de black metal Bathory. Es considerado una de las primeras grabaciones que definieron el estilo black metal.
El título original para el álbum era "Pentagrammaton," pero fue descartado porque mucha gente lo leía como "Pentagon". El pentagrama fue colocado en la parte trasera y fue reemplazado con una parte retocada de un dibujo realizado por Joseph A. Smith en 1981 para el libro Witches de Erica Jong. Para la escritura en la contraportada, Quorthon compró un juego de letras góticas; sin embargo, tenía la letra 'C' corta, y como resultado, la segunda 'C' en "Nigromancia" fue reemplazada por una 'S'.
La cabra en la portada del álbum, tomada de un dibujo de Joseph Smith, originalmente estaba destinada a ser impresa en oro. Sin embargo, esto era demasiado costoso, por lo que Quorthon pidió que fuera lo más cercano al oro posible; el resultado fue más de un color amarillento. Así, fue impreso en 1000 copias de vinilo, con una cabra amarilla en lugar de blanca. La cubierta amarilla se ha convertido en un objeto de colección, y ahora es conocida como "Gula Geten" ("La Cabra Amarilla"). En la reedición para CD de 1990, Storm of Damnation y el tema de salida (outro) no son mencionados en la lista de canciones.

## Antecedentes
Bathory se formó en 1983. El líder de la banda, Quorthon, trabajó a tiempo parcial en el pequeño sello discográfico Tyfon. A fines de 1983 y principios de 1984, el sello estaba realizando una compilación de canciones de bandas de metal escandinavas. Sin embargo, en el último minuto, una de las bandas se retiró. Tyfon acordó dejar que Bathory apareciera en el disco como un reemplazo, y la banda grabó dos canciones para la compilación, "Sacrifice" y "The Return of the Darkness and Evil", en enero. El álbum, Scandinavian Metal Attack, fue lanzado en marzo de 1984 y fue la primera aparición registrada de Bathory. Para sorpresa de todos, más del 95% del correo de los fanáticos enviado al sello discográfico después del lanzamiento del disco se dedicó a Bathory. Tyfon le pidió a la banda que grabara un álbum de larga duración. Tras haberse mudado sus compañeros de banda, Quorthon reclutó a Rickard Bergman como bajista y Stefan Larsson como baterista. El 22 de mayo de 1984, tuvieron su primer y único ensayo juntos antes de grabar el álbum. Allí grabaron las canciones "Satan My Master" y "Witchcraft", que luego aparecerían en el álbum recopilatorio Jubileum Volume III.
El 14 de junio, la banda entró en Heavenshore Studio en Estocolmo, para grabar su debut. El estudio tenía una grabadora casera de ocho canales. Debido al escaso presupuesto de la banda, corrieron la grabadora a la mitad de la velocidad para ajustar todo en una cinta maestra. También tuvieron que trabajar rápidamente: la grabación y la mezcla se realizaron entre 32 y 56 horas.

## Estilo musical
Daniel Ekeroth, autor del libro Swedish Death Metal, describió el estilo del álbum como "básicamente una mezcla del heavy metal satánico de Venom y la energía del thrash metal de San Francisco". Mientras que el líder de Bathory Quorthon afirmó no haber escuchado a Venom antes de hacer el álbum y que se inspiró en Black Sabbath, Motörhead y GBH, el exbaterista Jonas Åkerlund afirmó que Bathory estaba inspirado "exclusivamente" por Venom durante esos días.

## Lanzamiento y recepción
Bathory fue lanzado en octubre de 1984 y vendió 1000 copias en dos semanas. Desde entonces, el álbum ganó notoriedad de culto. Bathory fue reeditado en 1990 a través de Black Mark Production.
El crítico de AllMusic, Rob Ferrier, escribió: "La música en sí tiene un cierto encanto de baja fidelidad, y si te gusta este tipo de cosas, el poder bruto de este debut no puede ser ignorado". También escribiendo para AllMusic, Eduardo Rivadavia ha declarado que este álbum y el siguiente lanzamiento de la banda The Return...... eran "tan inaccesibles, tan inéditos en su abrasivo anti-comercialismo, como para adelantarse a su tiempo, creando un nicho propio dentro este subgénero que se desarrolla rápidamente ". El periodista canadiense Martin Popoff calificó el álbum como "una broma cruel pero históricamente conmovedora" y comentó cómo, a pesar de esforzarse "por ser la vanguardia del extremo repelente", el debut de Quorthon es muy musical "versus los actos de los noruegos de corazón negro" que lo citarían como una influencia principal.

## Lista de canciones
1. "Storm of Damnation (Intro)" – 3:06
2. "Hades" – 2:45
3. "Reaper" – 2:44
4. "Necromansy" – 3:40
5. "Sacrifice" – 3:16
6. "In Conspiracy with Satan" – 2:29
7. "Armageddon" – 2:31
8. "Raise the Dead" – 3:41
9. "War" – 2:15
10. "Outro" – 0:22

## Créditos
- Quorthon - Guitarra, y voces.
- Stefan Larsson – Bajo
- Rickard Bergman – Batería